# Mistrzostwa Świata w Łyżwiarstwie Szybkim w Wieloboju 1937
38. mistrzostwa świata w łyżwiarstwie szybkim w wieloboju odbyły się w dniach 13–14 lutego 1937 roku w Norwegii, w Oslo. Zawodnicy startowali na naturalnym lodowisku na stadionie Frogner po raz dziesiąty (wcześniej w 1904, 1909, 1912, 1914, 1922, 1925, 1929, 1930 i 1935). W zawodach wzięli udział tylko mężczyźni. Łyżwiarze startowali na czterech dystansach: 500 m, 1500 m, 5000 m, 10000 m. Do biegu na 10000 m awansowała najlepsza 12 po trzech dystansach. Mistrzostwo świata i złoty medal po raz trzeci wywalczył reprezentant gospodarzy, Michael Staksrud.

## Uczestnicy
W zawodach wzięło udział 18 łyżwiarzy z 5 krajów. Sklasyfikowanych zostało 12.
| Państwa biorące udział w mistrzostwach | Państwa biorące udział w mistrzostwach | Państwa biorące udział w mistrzostwach | Państwa biorące udział w mistrzostwach | Państwa biorące udział w mistrzostwach |
| -------------------------------------- | -------------------------------------- | -------------------------------------- | -------------------------------------- | -------------------------------------- |
| Austria                                | Finlandia                              | Holandia                               | Łotwa                                  | Norwegia                               |

## Wyniki
- NC – nie zakwalifikował się, f – wywrócił się

| Pozycja | Zawodnik          | Kraj      | 500 m      | Pkt.   | 5000 m        | Pkt.   | 1500 m       | Pkt.   | 10000 m       | Pkt.   | Suma pkt. |
| ------- | ----------------- | --------- | ---------- | ------ | ------------- | ------ | ------------ | ------ | ------------- | ------ | --------- |
| 01 !    | Michael Staksrud  | Norwegia  | 44.3 (3.)  | 44.300 | 8:31.3 (2.)   | 51.130 | 2:19.7 (2.)  | 46.566 | 17:34.5 (3.)  | 52.725 | 194.722   |
| 02 !    | Birger Wasenius   | Finlandia | 44.9 (5.)  | 44.900 | 8:32.6 (3.)   | 51.260 | 2:23.2 (7.)  | 47.733 | 17:30.8 (2.)  | 52.540 | 196.433   |
| 03 !    | Max Stiepl        | Austria   | 46.2 (14.) | 46.200 | 8:28.6 (1.)   | 50.860 | 2:21.6 (3.)  | 47.200 | 17:25.3 (1.)  | 52.265 | 196.525   |
| 4.      | Charles Mathiesen | Norwegia  | 45.3 (7.)  | 45.300 | 8:41.8 (7.)   | 52.180 | 2:22.6 (6.)  | 47.533 | 17:55.4 (8.)  | 53.770 | 198.783   |
| 5.      | Antero Ojala      | Finlandia | 45.6 (13.) | 45.600 | 8:41.1 (6.)   | 52.110 | 2:23.8 (8.)  | 47.933 | 17:45.1 (5.)  | 53.255 | 198.898   |
| 6.      | Johs Elvigen      | Norwegia  | 45.4 (9.)  | 45.400 | 8:39.3 (5.)   | 51.930 | 2:24.1 (9.)  | 48.033 | 17:53.8 (7.)  | 53.690 | 199.053   |
| 7.      | Edward Wangberg   | Norwegia  | 46.3 (15.) | 46.300 | 8:39.1 (4.)   | 51.910 | 2:26.2 (15.) | 48.733 | 17:43.7 (4.)  | 53.185 | 200.128   |
| 8.      | Karl Wazulek      | Austria   | 45.4 (9.)  | 45.400 | 8:50.7 (12.)  | 53.070 | 2:26.1 (14.) | 48.700 | 17:51.7 (6.)  | 53.585 | 200.755   |
| 9.      | Alfons Bērziņš    | Łotwa     | 45.3 (7.)  | 45.300 | 8:46.6 (9.)   | 52.660 | 2:25.2 (10.) | 48.400 | 18:12.9 (11.) | 54.645 | 201.005   |
| 10.     | Jan Langedijk     | Holandia  | 46.7 (16.) | 46.700 | 8:42.3 (8.)   | 52.230 | 2:25.9 (12.) | 48.633 | 18:00.0 (10.) | 54.000 | 201.563   |
| 11.     | Ossi Blomqvist    | Finlandia | 45.5 (11.) | 45.500 | 8:49.4 (10.)  | 52.940 | 2:25.4 (11.) | 48.466 | 18:20.0 (12.) | 55.000 | 201.907   |
| 12.     | Erling Hagen      | Norwegia  | 48.0 (18.) | 48.000 | 8:52.9f (13.) | 53.290 | 2:28.0 (17.) | 49.333 | 17:58.1f (9.) | 53.905 | 204.528   |
| NC      | Hans Engnestangen | Norwegia  | 43.3 (2.)  | 43.300 | 8:50.3 (11.)  | 53.030 | 2:19.5 (1.)  | 46.500 | NC            | 99 !   | 142.830   |
| NC      | Georg Krog        | Norwegia  | 42.9 (1.)  | 42.900 | 9:02.7 (17.)  | 54.270 | 2:22.0 (4.)  | 47.333 | NC            | 99 !   | 144.503   |
| NC      | Harry Haraldsen   | Norwegia  | 44.8 (4.)  | 44.800 | 8:59.3 (15.)  | 53.930 | 2:22.5 (5.)  | 47.500 | NC            | 99 !   | 146.230   |
| NC      | Ivar Lie-Jensen   | Norwegia  | 45.5 (11.) | 45.500 | 8:55.6 (14.)  | 53.560 | 2:25.9 (12.) | 48.633 | NC            | 99 !   | 147.693   |
| NC      | Kurt Skutnabb     | Finlandia | 45.1 (6.)  | 45.100 | 9:18.4f (18.) | 55.840 | 2:26.3 (16.) | 48.766 | NC            | 99 !   | 149.707   |
| NC      | Roelof Koops      | Holandia  | 47.7 (17.) | 47.700 | 8:59.4 (16.)  | 53.940 | 2:30.3 (18.) | 50.100 | NC            | 99 !   | 151.740   |